# Teriomima puellaris
Teriomima puellaris är en fjärilsart som beskrevs av Henry Trimen 1894. Teriomima puellaris ingår i släktet Teriomima och familjen juvelvingar. Inga underarter finns listade i Catalogue of Life.